# 頼坤成
頼 坤成（らい こんせい、ライ クンチェン、1964年〈民国53年〉6月3日 - ）は、中華民国（台湾）の弁護士、政治家。民主進歩党所属の元立法委員。

## 経歴
1991年、国民大会代表選挙に台東県選挙区から出馬し、初当選した。
1992年の第2回立法委員選挙、1995年の第3回立法委員選挙に台東県選挙区から出馬したが、いずれも落選した。
1998年、台東市長選挙に33歳で初当選し、台湾で最も若い郷鎮市長、台東県で初の民進党籍の市長となった。
2001年、台東県長選挙に出馬したが、落選した。
2009年10月15日、黄健庭が台東県長選挙へ出馬するため、立法委員を辞職した。翌年1月9日の補欠選挙で2000票未満の僅差で勝利し当選した。
2012年の第8回立法委員選挙で劉櫂豪が台東県選挙区から立候補するため、自身は花蓮県選挙区に移り出馬したが、国民党の候補に敗れた。
2014年、再び台東市長選挙に出馬したが、わずか681票の僅差で国民党候補に敗れた。
2016年の第9回立法委員選挙の台東県選挙区の党内予備選挙で劉櫂豪に敗れたため、花蓮県選挙区に移り蕭美琴を応援した。
2024年の第11回立法委員選挙の台東県選挙区の党内予備選挙で劉櫂豪に勝利し民進党の公認を得たが、劉櫂豪はこれを不服として民進党を離党し無党籍で出馬した。民進党票の分裂により頼坤成は劉櫂豪とともに落選し、国民党の議員が当選した。

## 選挙記録
| 年度 | 選挙                     | 選挙区       | 所属政党   | 得票数 | 得票率 | 当選 | 注釈 |
| ---- | ------------------------ | ------------ | ---------- | ------ | ------ | ---- | ---- |
| 1991 | 第2回国民大会代表選挙    | 台東県選挙区 | 民主進歩党 | 18,259 | 27.59% |      |      |
| 1992 | 第2回立法委員選挙        | 台東県選挙区 | 民主進歩党 | 21,277 | 31.53% |      |      |
| 1995 | 第3回立法委員選挙        | 台東県選挙区 | 民主進歩党 | 20,330 | 29.41% |      |      |
| 1998 | 第7回台東県台東市長選挙  | 台東県台東市 | 民主進歩党 | 17,899 | 36.31% |      |      |
| 2001 | 第14回台東県長選挙       | 台東県       | 民主進歩党 | 17,327 | 17.32% |      |      |
| 2002 | 第8回台東県台東市長選挙  | 台東県台東市 | 民主進歩党 | 26,172 | 57.10% |      |      |
| 2006 | 第15回台東県長補欠選挙   | 台東県       | 無党籍     | 4,793  | 7.03%  |      |      |
| 2010 | 第7回立法委員補欠選挙    | 台東県選挙区 | 民主進歩党 | 23,190 | 49.46% |      |      |
| 2012 | 第8回立法委員選挙        | 花蓮県選挙区 | 民主進歩党 | 33,326 | 25.88% |      |      |
| 2014 | 第11回台東県台東市長選挙 | 台東県台東市 | 民主進歩党 | 25,969 | 49.35% |      |      |
| 2024 | 第11回立法委員選挙       | 台東県選挙区 | 民主進歩党 | 23,420 | 31.60% |      |      |